# Torneig d'escacs de Noruega de 2014
El Torneig d'escacs de Noruega de 2014 fou un torneig d'escacs va tenir lloc del 2 al 13 de juny de 2015 a Noruega. Els jugadors participants foren: Magnus Carlsen, Levon Aronian, Vladímir Kràmnik, Vesselín Topàlov, Fabiano Caruana, Aleksandr Grisxuk, Serguei Kariakin, Piotr Svídler, Anish Giri i Simen Agdestein. Agdestein es va classificar després de derrotar a Jon Ludvig Hammer en un matx de ràpides que va tenir lloc els dies 26 i 27 d'abril de 2014.

## Resultats
El 2 de juny de 2014 es va fer un torneig blitz per decidir l'ordre dels jugadors pel torneig principal.

### Torneig Blitz
| Pl. | Jugador                     | Elo Blitz | 1 | 2 | 3 | 4 | 5 | 6 | 7 | 8 | 9 | 10 | Punts |
| --- | --------------------------- | --------- | - | - | - | - | - | - | - | - | - | -- | ----- |
| 1   | Magnus Carlsen (Noruega)    | 2837      | X | ½ | 1 | ½ | 1 | 1 | ½ | 1 | 1 | 1  | 7.5   |
| 2   | Levon Aronian (Armènia)     | 2863      | ½ | X | 0 | ½ | 1 | 1 | 1 | ½ | 1 | 1  | 6.5   |
| 3   | Serguei Kariakin (Rússia)   | 2866      | 0 | 1 | X | 0 | ½ | 0 | 1 | 1 | 1 | 1  | 5.5   |
| 4   | Aleksandr Grisxuk (Rússia)  | 2801      | ½ | ½ | 1 | X | ½ | 0 | 1 | 1 | ½ | ½  | 5.5   |
| 5   | Piotr Svídler (Rússia)      | 2757      | 0 | 0 | ½ | ½ | X | 1 | 0 | 1 | 1 | 1  | 5     |
| 6   | Anish Giri (Països Baixos)  | 2755      | 0 | 0 | 1 | 1 | 0 | X | 1 | 0 | ½ | 1  | 4.5   |
| 7   | Vladímir Kràmnik (Rússia)   | 2782      | ½ | 0 | 0 | 0 | 1 | 0 | X | ½ | ½ | 1  | 3.5   |
| 8   | Fabiano Caruana (Itàlia)    | 2697      | 0 | ½ | 0 | 0 | 0 | 1 | ½ | X | ½ | 1  | 3.5   |
| 9   | Vesselín Topàlov (Bulgària) | 2666      | 0 | 0 | 0 | ½ | 0 | ½ | ½ | ½ | X | 0  | 2     |
| 10  | Simen Agdestein (Noruega)   | 2577      | 0 | 0 | 0 | ½ | 0 | 0 | 0 | 0 | 1 | X  | 1.5   |
Els llocs 3, 4, 7 i 8 va ser decidit per desempat: Karjakin amb més partides amb peces negres, Kramnik amb una victòria amb negre contra zero en Caruana.

### Torneig principal
| Pl. | Jugador                     | Elo  | 1 | 2 | 3 | 4 | 5 | 6 | 7 | 8 | 9 | 10 | Punts | SB    |
| --- | --------------------------- | ---- | - | - | - | - | - | - | - | - | - | -- | ----- | ----- |
| 1   | Serguei Kariakin (Rússia)   | 2771 | X | ½ | 1 | 1 | ½ | 0 | ½ | 1 | 1 | ½  | 6     | 26.25 |
| 2   | Magnus Carlsen (Noruega)    | 2881 | ½ | X | ½ | ½ | ½ | 1 | ½ | ½ | ½ | 1  | 5.5   | 23.50 |
| 3   | Aleksandr Grisxuk (Rússia)  | 2792 | 0 | ½ | X | 0 | 1 | 1 | ½ | ½ | 1 | ½  | 5     | 21.00 |
| 4   | Fabiano Caruana (Itàlia)    | 2791 | 0 | ½ | 1 | X | ½ | ½ | 1 | ½ | 0 | ½  | 4.5   | 19.75 |
| 5   | Vesselín Topàlov (Bulgària) | 2772 | ½ | ½ | 0 | ½ | X | ½ | ½ | 0 | 1 | 1  | 4.5   | 19.50 |
| 6   | Levon Aronian (Armènia)     | 2815 | 1 | 0 | 0 | ½ | ½ | X | ½ | ½ | ½ | ½  | 4     | 18.25 |
| 7   | Piotr Svídler (Rússia)      | 2753 | ½ | ½ | ½ | 0 | ½ | ½ | X | ½ | ½ | ½  | 4     | 18.25 |
| 8   | Anish Giri (Països Baixos)  | 2752 | 0 | ½ | ½ | ½ | 1 | ½ | ½ | X | 0 | ½  | 4     | 17.75 |
| 9   | Vladímir Kràmnik (Rússia)   | 2783 | 0 | ½ | 0 | 1 | 0 | ½ | ½ | 1 | X | ½  | 4     | 17.00 |
| 10  | Simen Agdestein (Noruega)   | 2628 | ½ | 0 | ½ | ½ | 0 | ½ | ½ | ½ | ½ | X  | 3.5   | 15.75 |
El desempat va ser: puntuació Sonneborn-Berger, més victòries, la més victòries amb negres. En el cas d'un empat en el primer lloc, doble partida a blitz i una partida armageddon varen ser planificats.